# Jhoao Velásquez
Jhoao Velásquez Chumpitaz (Lima, Perú, 2 de agosto de 2005) es un futbolista peruano. Juega como defensa central y su equipo actual es Alianza Lima de la Liga 1 del Perú. Es nieto del también exjugador blanquiazul José «El patrón» Velásquez.

## Trayectoria
Formado en las divisiones menores de Alianza Lima, debutó profesionalmente el 8 de agosto de 2023 en un encuentro entre Alianza Lima a UTC, ingresando al campo en el minuto 83.
En 2024, permaneció como agente libre, lo que representó una pausa temporal en su trayectoria. Sin embargo, para la temporada 2025, regresó al club que lo vio crecer al firmar nuevamente con Alianza Lima.

## Estadísticas
Datos actualizados hasta su último partido jugado el 19 de julio de 2025.
| Club                | Div.          | Temporada     | Liga  | Liga  | Copas nacionales | Copas nacionales | Copas internacionales | Copas internacionales | Total | Total |
| Club                | Div.          | Temporada     | Part. | Goles | Part.            | Goles            | Part.                 | Goles                 | Part. | Goles |
| ------------------- | ------------- | ------------- | ----- | ----- | ---------------- | ---------------- | --------------------- | --------------------- | ----- | ----- |
| Alianza Lima · Perú | 1.ª           | 2023          | 2     | 0     | Inexistente      | Inexistente      | 0                     | 0                     | 2     | 0     |
| Alianza Lima · Perú | 1.ª           | 2025          | 5     | 0     | Inexistente      | Inexistente      | 4                     | 0                     | 9     | 0     |
| Alianza Lima · Perú | Total Club    | Total Club    | 5     | 0     | 0                | 0                | 4                     | 0                     | 11    | 0     |
| Total carrera       | Total carrera | Total carrera | 7     | 0     | 0                | 0                | 4                     | 0                     | 11    | 0     |